# Società Sportiva Lazio Calcio Femminile 1991-1992
Questa voce raccoglie le informazioni riguardanti la Società Sportiva Lazio Calcio Femminile nelle competizioni ufficiali della stagione 1991-1992.

## Organigramma societario

### Area amministrativa
- Claudio Zanetti - Vicepresidente
- Giuseppe Sivori - Direttore generale
- Pietro Orsini - Direttore sportivo
- Maria Teresa Cartolari - Segretaria

## Rosa
Rosa aggiornata all'inizio della stagione.
| N. |                      | Ruolo | Calciatrice              |
| -- | -------------------- | ----- | ------------------------ |
|    | Danimarca (bandiera) | A     | Susanne Augustesen       |
|    | Italia (bandiera)    | D     | Monica Caprini           |
|    | Italia (bandiera)    | C     | Florinda Ciardi          |
|    | Italia (bandiera)    | C     | Marisa Conicchioli       |
|    | Italia (bandiera)    | D     | Monica De Marco          |
|    | Italia (bandiera)    | P     | Monica Di Bernardo       |
|    | Italia (bandiera)    | C     | Silvia Di Domenicantonio |
|    | Italia (bandiera)    | D     | Anna Di Domenico         |
|    | Italia (bandiera)    | D     | Adele Frollani           |
|    | Italia (bandiera)    | D     | Maura Furlotti           |

| N. |                   | Ruolo | Calciatrice      |
| -- | ----------------- | ----- | ---------------- |
|    | Italia (bandiera) | C     | Giorgia Iommi    |
|    | Italia (bandiera) | C     | Maria Lucarelli  |
|    | Italia (bandiera) | A     | Vania Massimi    |
|    | Italia (bandiera) | C     | Alba Mellina     |
|    | Italia (bandiera) | P     | Alessandra Nappi |
|    | Italia (bandiera) | A     | Carla Ottaviano  |
|    | Italia (bandiera) | D     | Tania Pasquini   |
|    | Italia (bandiera) | C     | Romina Plini     |
|    | Italia (bandiera) | C     | Anna Russo       |
|    | Italia (bandiera) | D     | Elisabetta Saldi |